# Петер Подградський
Петер Подградський (словац. Peter Podhradský; 10 грудня 1979, м. Братислава, ЧССР) — словацький хокеїст, захисник. 
Вихованець хокейної школи «Слован» (Братислава). Виступав за «Слован» (Братислава), ХК «Трнава», «Цинциннаті Майті-Дакс» (АХЛ), ХК «Пардубице», ХК «Ліберець», «Тржинець», МсХК «Жиліна», ХК «Кошице», «Франкфурт Лайонс», «Металург» (Новокузнецьк), «Торпедо» (Нижній Новгород), «Барис» (Астана), «Динамо» (Мінськ), «Металург» (Магнітогорськ), «Донбас» (Донецьк), «Лада» (Тольятті), «Нітра».
У складі національної збірної Словаччини провів 98 матчів (9 голів); учасник чемпіонатів світу 2000, 2007, 2008 і 2011 (25 матчів, 3+7). У складі молодіжної збірної Словаччини учасник чемпіонату світу 1999.
Досягнення
- Срібний призер чемпіонату світу (2000)
- Чемпіон Словаччини (2000)
- Володар Континентального кубка (2013)
- Учасник матчу усіх зірок КХЛ (2011)
- Бронзовий призер молодіжного чемпіонату світу (1999).